# Алдарион
Алдарион (или Анардил, Тар-Алдарион) е измислен герой от света на писателя Джон Роналд Руел Толкин. Тар-Алдарион е нуменорски владетел, герой от разказа „Алдарион и Ерендис“. Той е един от най-известните мореплаватели в света на Толкин и е наричан Алдарион Моряка. Той носи основната заслуга за подновяването и поддържането на добри връзки с Елдарите в Средната земя. Този факт от своя страна спомогнал за сравнително навременната намеса на Нуменорците във Войната на елфите със Саурон, завършила с победа над Мрачния владетел.